# Help! (sång)
Help! är en låt av The Beatles från 1965

## Låten och inspelningen
Sedan man bestämt sig för att filmen inte skulle heta “Eight Arms to Hold You” utan “Help!” (kanske som en kommentar till det något planlösa och röriga över hela inspelningen) snodde Lennon ihop denna låt som från början var en ballad men sedan rockades upp. Man kände man behövde en hit i samband med filmen och alla medlemmarna jobbade även med små detaljer och pålägg sedan man satt ihop en kombination av tagning nio och 10 vid sessionen 13 april 1965. Texten var delvis självbiografisk och Lennon skildrar sig själv under det han senare kallade sin ”feta Elvis-period” och hur han mer eller mindre ropar på hjälp från omgivningen. Låten blev förstås titelspår på LP:n med samma namn men blev främst en framgång som singel (tillsammans med I'm Down) i både USA (släppt 19 juli 1965) England (där den utkom 23 juli 1965). Baksidan ingår dock inte på LP:n.
Låten spelas även i filmen med samma namn.

## Medverkande
- John Lennon - sång, akustisk kompgitarr
- Paul McCartney - stämsång, bas
- George Harrison - stämsång, gitarr
- Ringo Starr - trummor, tamburin

## Listplaceringar
| Lista (1965)   | Position             |
| -------------- | -------------------- |
| Australien     | 1                    |
| Finland        | 2                    |
| Flandern       | 5                    |
| Irland         | 1                    |
| Kanada         | 2                    |
| Nederländerna  | 1                    |
| Norge          | 1                    |
| Nya Zeeland    | 1 (Lever Hit Parade) |
| Storbritannien | 1                    |
| Sverige        | 1 (Kvällstoppen)     |
| Sverige        | 2 (Tio i topp)       |
| USA            | 1                    |
| Vallonien      | 5                    |
| Västtyskland   | 2                    |
| Österrike      | 5                    |